# Buenavista, Villa Juárez
Buenavista är en ort i Mexiko.   Den ligger i kommunen Villa Juárez och delstaten San Luis Potosí, i den centrala delen av landet, 300 km norr om huvudstaden Mexico City. Buenavista ligger 1 208 meter över havet och antalet invånare är 128.
Terrängen runt Buenavista är kuperad åt sydväst, men åt nordost är den platt. Runt Buenavista är det glesbefolkat, med 15 invånare per kvadratkilometer. Närmaste större samhälle är Villa Juarez, 13,7 km norr om Buenavista. I omgivningarna runt Buenavista växer huvudsakligen savannskog.